# Domenica d'agosto
Domenica d'agosto è un film commedia del 1950 diretto da Luciano Emmer.
Questo film, che è stato poi selezionato tra i 100 film italiani da salvare, rappresentò «il trasferimento dell'esperienza neorealistica nella commedia di costume». Per i detrattori, sostenitori del cinema inteso come impegno civile e politico, ha avuto invece la colpa di aver aperto la strada al vituperato "neorealismo rosa".

## Trama
Domenica 7 agosto 1949, festa di san Gaetano. Dall'accaldata città di Roma un'allegra e variegata folla, di ogni estrazione sociale, si dirige con mezzi diversi verso il lido di Ostia, per trascorrervi l'intera giornata festiva, tra la nascita di nuovi legami e piccole divergenze, in una parentesi spensierata d'estate.

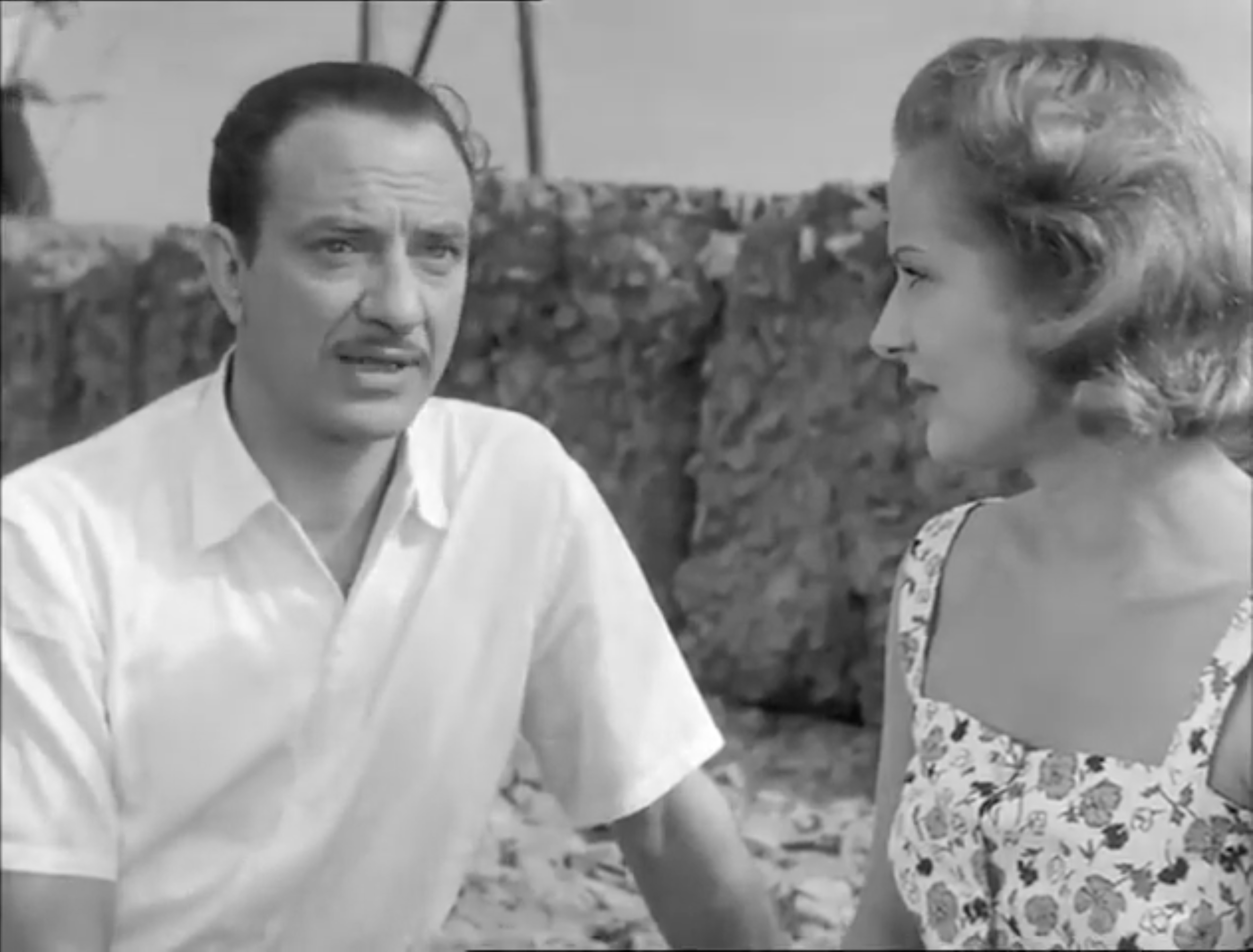
Emilio Cigoli e Vera Carmi

## Produzione

### Sviluppo
Luciano Emmer fu chiamato per dirigere il film da Sergio Amidei, all'esordio nella produzione, mentre era impegnato nel montaggio di un documentario su Venezia.
L'aiuto regista Franco Brusati abbandonò il film dopo una sola settimana di riprese, accusando Luciano Emmer di non possedere le più elementari nozioni di tecniche cinematografiche. Nel suo ruolo subentrò Francesco Rosi.

La protagonista Anna Baldini che, dopo questo film, abbandonò il cinema e non apparve mai più sullo schermo

### Cast
Nel film sono presenti attori quasi tutti sconosciuti compresi quelli che negli anni successivi sono divenuti famosi. Molti attori presenti nel film hanno recitato solo in questa pellicola come ad esempio Anna Baldini, che all'epoca aveva circa 15 anni.
Al suo primo vero ruolo cinematografico, dopo alcune comparsate, Marcello Mastroianni è doppiato da Alberto Sordi.
Sempre riguardo al doppiaggio del film, a cura della CDC, tutto il lavoro venne effettuato negli studi della Fono Roma nel novembre del 1949.

### Riprese
Il film fu girato interamente nell'estate del 1949, tra Roma e nel litorale di Ostia.
Le riprese furono realizzate tra le zone di Porta Cavalleggeri, il Colle Oppio, il quartiere Testaccio e il Mattatoio, le stazioni dei treni Piramide, Ostia Centro e lo stabilimento balneare La vecchia pineta nel lungomare di Ostia.

## Colonna sonora
Le canzoni Domenica d'agosto, di Nino Oliviero, Tito Manlio e Vieni con me di Nino Oliviero, De Mura, sono cantate da Claudio Villa, Giacomo Rondinella e Rossana Beccari.

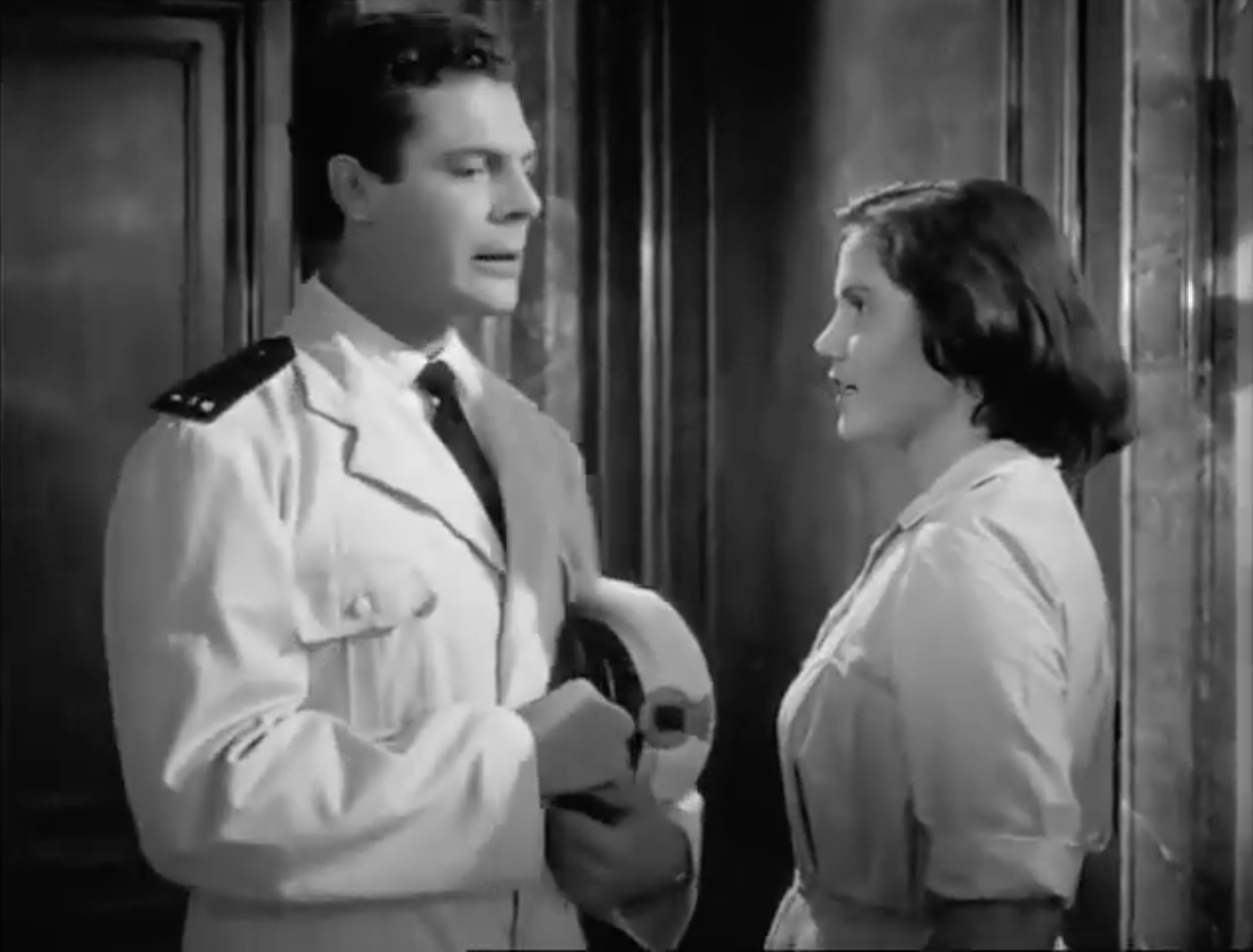
Marcello Mastroianni e Anna Medici

## Distribuzione
La pellicola uscì per la prima volta nelle sale cinematografiche italiane il 18 febbraio 1950.

## Accoglienza

### Critica
Alla sua uscita Domenica d'agosto fu stroncato dal più autorevole critico dell'epoca, Guido Aristarco, e ricevette un giudizio negativo anche dal Centro Cattolico Cinematografico, che lo definì uno spettacolo poco edificante, con momenti di disgustoso esibizionismo.
Per il dizionario Il Morandini, il film «rivisto oggi, piace di più, forse, come testimonianza d'epoca che per le sue qualità intrinseche: come commedia è sgranato, come film neorealista anemico».